# Buckton and Coxall
Pour les articles homonymes, voir Buckton.
Buckton and Coxall est une paroisse civile du Herefordshire, en Angleterre.